# Lagorce (Gironde)
Lagorce is een gemeente in het Franse departement Gironde (regio Nouvelle-Aquitaine). De plaats maakt deel uit van het arrondissement Libourne. Lagorce telde op 1 januari 2022 1.591 inwoners.

## Geografie
De oppervlakte van Lagorce bedroeg op 1 januari 2022 28,47 vierkante kilometer; de bevolkingsdichtheid was toen 55,9 inwoners per km².

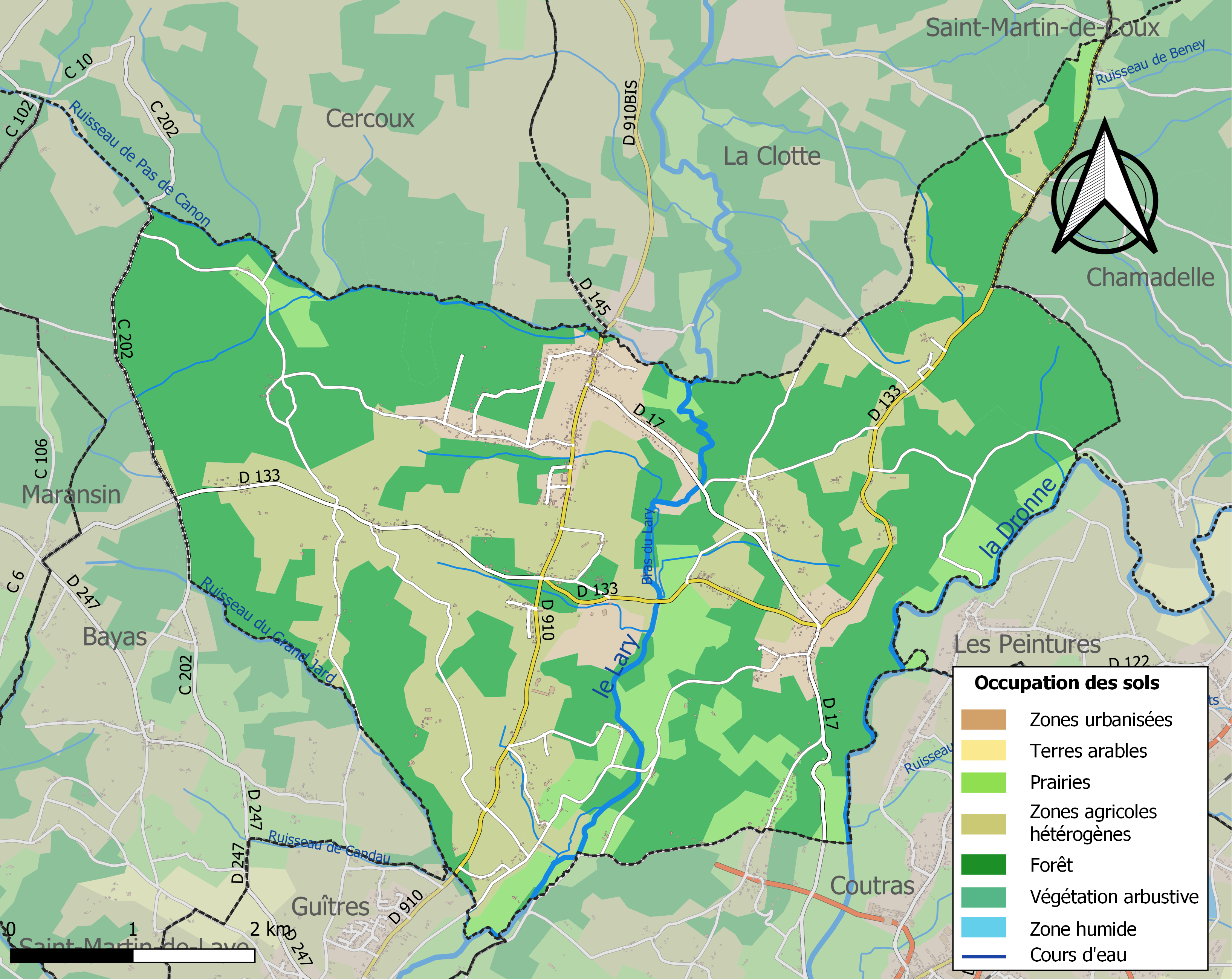
Kaart van de gemeente met belangrijkste infrastructuur, bodemgebruik en omliggende gemeenten

## Demografie
Onderstaande figuur toont het verloop van het inwonertal (bron: INSEE-tellingen).